# Verein für Bewegungsspiele Friedrichshafen 2021-2022
Questa voce raccoglie le informazioni riguardanti il Verein für Bewegungsspiele Friedrichshafen nelle competizioni ufficiali della stagione 2021-2022.

## Stagione
Il Verein für Bewegungsspiele Friedrichshafen partecipa alla stagione 2021-22 senza alcuna denominazione sponsorizzata.
Dopo il quarto posto in regular season di 1. Bundesliga, si spinge fino alla finale scudetto, persa contro lo Charlottenburg. Conquista invece la Coppa di Germania, incontrando in finale ancora i berlinesi.
In Champions League non va oltre la fase a gironi.

## Organigramma societario
Area direttiva
- Presidente: Wunibald Wösle

Area tecnica
- Allenatore: Mark Lebedew
- Allenatore in seconda: Thomas Ranner
- Scoutman: Oliver Klenk, Radomir Vemić

Area sanitaria
- Medico: Patrick Frei, Johann Kees
- Fisioterapista: Isabelle Bender, Johanna Keck, Oliver Klenk

## Rosa
| N° | Nome               | Ruolo | Data di nascita   | Nazionalità sportiva |
| -- | ------------------ | ----- | ----------------- | -------------------- |
| 1  | Milan Kvržić       | P     | 16 maggio 2004    | Germania             |
| 2  | Avery Aylsworth    | L     | 18 ottobre 1996   | Stati Uniti          |
| 3  | Stefan Thiel       | P     | 15 ottobre 1997   | Germania             |
| 4  | Vojin Ćaćić        | S     | 31 marzo 1990     | Montenegro           |
| 5  | Daniel de Oliveira | S     | 21 agosto 1997    | Brasile              |
| 6  | Andri Aganits      | C     | 7 settembre 1993  | Estonia              |
| 7  | Luciano Vicentín   | S     | 4 aprile 2000     | Argentina            |
| 8  | Nikola Peković     | L     | 6 marzo 1990      | Serbia               |
| 9  | Dejan Vinčić       | P     | 15 settembre 1986 | Slovenia             |
| 10 | Ben-Simon Bonin    | S     | 3 gennaio 2003    | Germania             |
| 11 | Marcus Böhme       | C     | 25 agosto 1985    | Germania             |
| 12 | Lucas Van Berkel   | C     | 29 novembre 1991  | Canada               |
| 14 | Lukas Maase        | C     | 28 agosto 1998    | Germania             |
| 15 | Simon Hirsch       | O     | 3 aprile 1992     | Germania             |
| 16 | Philipp Herrmann   | L     | 31 gennaio 2003   | Germania             |
| 16 | Anton Jung         | S     | 20 marzo 2003     | Germania             |
| 18 | Blair Bann         | L     | 26 febbraio 1988  | Canada               |
| 18 | Carl Möller        | C     | 21 gennaio 2004   | Germania             |

## Statistiche

### Statistiche di squadra
| Competizione      | Punti | In casa | In casa | In casa | In trasferta | In trasferta | In trasferta | Totale | Totale | Totale |
| Competizione      | Punti | G       | V       | P       | G            | V            | P            | G      | V      | P      |
| ----------------- | ----- | ------- | ------- | ------- | ------------ | ------------ | ------------ | ------ | ------ | ------ |
| 1. Bundesliga     | 22/5  | 14      | 9       | 5       | 15           | 8            | 7            | 29     | 17     | 12     |
| Coppa di Germania | -     | 1       | 1       | 0       | 2            | 2            | 0            | 4      | 4      | 0      |
| Champions League  | 6     | 3       | 2       | 1       | 3            | 0            | 3            | 6      | 1      | 5      |
| Totale            | -     | 18      | 12      | 6       | 20           | 10           | 10           | 39     | 22     | 17     |

G = partite giocate; V = partite vinte; P = partite perse

### Statistiche dei giocatori
| Giocatore      | 1. Bundesliga | 1. Bundesliga | 1. Bundesliga | 1. Bundesliga | 1. Bundesliga | Coppa di Germania | Coppa di Germania | Coppa di Germania | Coppa di Germania | Coppa di Germania | Champions League | Champions League | Champions League | Champions League | Champions League | Totale | Totale | Totale | Totale | Totale |
| Giocatore      | P             | PT            | AV            | MV            | BV            | P                 | PT                | AV                | MV                | BV                | P                | PT               | AV               | MV               | BV               | P      | PT     | AV     | MV     | BV     |
| -------------- | ------------- | ------------- | ------------- | ------------- | ------------- | ----------------- | ----------------- | ----------------- | ----------------- | ----------------- | ---------------- | ---------------- | ---------------- | ---------------- | ---------------- | ------ | ------ | ------ | ------ | ------ |
| A. Aganits     | 24            | 82            | 60            | 19            | 3             | 3                 | 7                 | 5                 | 2                 | 0                 | 5                | 15               | 11               | 4                | 0                | 32     | 104    | 76     | 25     | 3      |
| A. Aylsworth   | 23            | 0             | 0             | 0             | 0             | 4                 | 0                 | 0                 | 0                 | 0                 | 5                | 0                | 0                | 0                | 0                | 32     | 0      | 0      | 0      | 0      |
| B. Bann        | 9             | 0             | 0             | 0             | 0             | 2                 | 0                 | 0                 | 0                 | 0                 | 2                | 0                | 0                | 0                | 0                | 13     | 0      | 0      | 0      | 0      |
| M. Böhme       | 24            | 154           | 88            | 62            | 4             | 2                 | 13                | 9                 | 3                 | 1                 | 5                | 32               | 29               | 2                | 1                | 31     | 199    | 126    | 67     | 6      |
| B. Bonin       | 10            | 15            | 12            | 1             | 2             | 3                 | 0                 | 0                 | 0                 | 0                 | 4                | 8                | 6                | 1                | 1                | 17     | 23     | 18     | 2      | 3      |
| V. Ćaćić       | 25            | 279           | 225           | 32            | 22            | 4                 | 58                | 43                | 3                 | 12                | 4                | 57               | 43               | 7                | 7                | 33     | 394    | 311    | 42     | 41     |
| D. de Oliveira | 22            | 224           | 188           | 20            | 16            | 3                 | 25                | 19                | 3                 | 3                 | 2                | 15               | 13               | 1                | 1                | 27     | 264    | 220    | 24     | 20     |
| P. Herrmann    | 0             | 0             | 0             | 0             | 0             | 0                 | 0                 | 0                 | 0                 | 0                 | -                | -                | -                | -                | -                | 0      | 0      | 0      | 0      | 0      |
| S. Hirsch      | 27            | 318           | 245           | 46            | 27            | 4                 | 71                | 51                | 13                | 7                 | 3                | 40               | 30               | 5                | 5                | 34     | 429    | 326    | 64     | 39     |
| A. Jung        | 0             | 0             | 0             | 0             | 0             | -                 | -                 | -                 | -                 | -                 | 0                | 0                | 0                | 0                | 0                | 0      | 0      | 0      | 0      | 0      |
| M. Kvržić      | 0             | 0             | 0             | 0             | 0             | 0                 | 0                 | 0                 | 0                 | 0                 | 1                | 0                | 0                | 0                | 0                | 1      | 0      | 0      | 0      | 0      |
| L. Maase       | 24            | 128           | 101           | 17            | 10            | 4                 | 14                | 9                 | 4                 | 1                 | 5                | 42               | 35               | 4                | 3                | 33     | 184    | 145    | 25     | 14     |
| C. Möller      | 0             | 0             | 0             | 0             | 0             | 0                 | 0                 | 0                 | 0                 | 0                 | -                | -                | -                | -                | -                | 0      | 0      | 0      | 0      | 0      |
| N. Peković     | 14            | 0             | 0             | 0             | 0             | 1                 | 0                 | 0                 | 0                 | 0                 | 2                | 0                | 0                | 0                | 0                | 17     | 0      | 0      | 0      | 0      |
| S. Thiel       | 17            | 7             | 5             | 2             | 0             | 3                 | 1                 | 0                 | 0                 | 1                 | 5                | 1                | 1                | 0                | 0                | 25     | 9      | 6      | 2      | 1      |
| L. Van Berkel  | 25            | 198           | 134           | 60            | 4             | 4                 | 32                | 24                | 6                 | 2                 | 4                | 20               | 14               | 4                | 2                | 33     | 250    | 172    | 70     | 8      |
| L. Vicentín    | 24            | 278           | 241           | 30            | 7             | 2                 | 31                | 26                | 4                 | 1                 | 5                | 59               | 48               | 3                | 8                | 31     | 368    | 315    | 37     | 16     |
| D. Vinčić      | 24            | 46            | 30            | 12            | 4             | 3                 | 5                 | 0                 | 5                 | 0                 | 3                | 5                | 1                | 4                | 0                | 30     | 56     | 31     | 21     | 4      |

P = presenze; PT = punti totali; AV = attacchi vincenti; MV = muri vincenti; BV = battute vincenti